# 61 (číslo)
Šedesát jedna je přirozené číslo. Následuje po číslu šedesát a předchází číslu šedesát dva. Řadová číslovka je šedesátý první nebo jednašedesátý. Římskými číslicemi se zapisuje LXI.

## Matematika
- osmé Pentanacciho číslo
- pátý repfigit
- osmnácté prvočíslo a nejmenší prvočíslo, které napsané "pozpátku" dává druhou mocninu celého čísla.

## Chemie
- 61 je atomové číslo promethia, neutronové číslo nejběžnějšího izotopu stříbra

## Astronomie
- 61 Cygni je hvězda v souhvězdí Labutě.

## Kosmonautika
- STS-61 byla mise amerického raketoplánu Endeavour, která probíhala od 2. do 13. prosince 1993. Cílem mise bylo opravit Hubbleův vesmírný dalekohled.

## Ostatní
- +61 je mezinárodní telefonní předvolba Austrálie

## Roky
- 61
- 61 př. n. l.
- 1961